# Синдром компјутерског вида
Синдром компјутерског вида (енгл. Computer Vision Syndrome (CVS)) је термин који означава проблеме с видом изазване коришћењем рачунара.
Дефинише се као напрезање очију удружено са пролонгираном употребом компјутера или као очни проблеми и проблеми везани за вид који се јављају код особа које проводе више времена испред екрана рачунара.

## Карактеристике синдрома
Према наводима Америчке оптометријске асоцијације 70-75% оних који раде на рачунару имају проблеме са видом. Симптоми могу бити у виду замора, главобоље, болова у врату, леђима, умора, напрезања очију, замора очију, дупли и повремено замагљен поглед, осетљивост на бљесак слабији вид на даљину, слабије разазнавање боја и проблем да поново фокусирате поглед. Уколико се у току дана проводи више од три часа испред екрана, свако има предиспозицију да развије синдром компјутерског вида. Разлог је једноставан, обзиром да се технологија свакодневно усавршава, а морфологија ока није се мењала хиљадама година, људско око није прилагођено за дуго гледање у екран комјутера. Исто је и када се много времена проводи испред телевизора и других електронских уређаја са екраном, као што је мобилни телефон или таблета. Истраживања наводе да људи недовољно трепћу када су концентрисани на оно што раде (при раду са компјутерима учесталост трептања смањује и до пет пута), што и доводи до исушивања и умора ока (постоји мишић који фокусира око на оно у шта гледате, па ако је поглед сатима усредсређен на екран, тај мишић се умара и долази до проблема). Проблем је тај, што када радимо ретко правимо ону паузу, на сваких 20 минута морамо скренути поглед са рачунара, пожељно је и гледати у даљину. Такође, мало светла, слабо осветљење канцеларије, трептање екрана, превише сати проведених пред рачунаром и све ређе трептање очима само погоршавају стање из дана у дан. Синдром може да изазове лошу продуктивност у раду код одраслих, а код деце тешкоће у учењу и лошије оцене у школи. Дечији вид додатно оптерећује играње игрица на компјутеру, таблету и телефону. Стручњаци тврде да је све више деце кратковидо јер превише времена проводе уз екране. Проблеме могу да ублаже наочаре за рад, као и капи за очи које одржавају влажност. Ова појава постаје све чешћа у савременом друштву због тога што је употреба рачунара постала саставни део рада и живота многих људи, како наводи извештај из 2004. године који је објавио US Census Report. Према наводима извештаја, 143 милиона људи у САД користи рачунар сваког дана, укључујући и 54 милиона деце. За сад нема поузданих доказа да употреба компјутера доводи до трајног оштећења очију.

## Мере превенције
Мере које можемо преузети у смањивању симптома компјутерског ока су: 
- Преглед очног мишића[2]
- Монитор вашег компјутера требало би да буде постављен на удаљености једнакој дужини ваше руке, тачно испред вас а не са стране и да центар монитора буде испод нивоа ваших очију.
- Да ваш компјутер никада не буде једини ни најјачи извор светлости у просторији.
- Обезбедите добољно светлости, умањите одсјај (инсталирање посебних филтера на монитор који умањују његово зрачење као и подешавање јачине светлости и контраста боја на монитору могу контролисати одсјај компјутера).
- Редовно трепћите.
- Чистите монитор, прашина може умањити јасноћу слике монитора што отежава рад очију.
- Кратке паузе на сваких 15-так минута (ход, протезање, једноставно склоните погед са рачунара, ово смањује мишићну напетост и повећава проток крви).
- Померање погледа у различитим правцима (сваких 30 минута гледати ван екрана комјутера и фокусирати поглед на удаљене предмете 20 секунди. Следећа вежба је фокусирати се по 5-10 секунди час на блиске, час на далеке објекте до 10-ак пута. Обе ове вежбе ће спречити напрезање ока при раду на близину).
- Ношење посебних наочара дизајнираних за рад на рачунару које смањује напрезање ока.
- Вежбе опуштања, протрљајте дланове да их мало загрејете, ставите их на затворене очи (али не додирујте капке и трепавице), скупите прсте и опустите се. Држите руке тако око два минута и дишите лагано.
- Хидротерапија (напуните две посуде водом. У једној треба бити врела вода (али не и преврућа), а у другој вода са ледом. У сваку посуду ставите чисту крпу или пешкирић. Прво узмите пешкирић из вруће воде, исцедите га и ставите на очи и држите 30 секунди. Онда то урадите са пешкирићем из воде са ледом. Смењујте пешкириће и понављајте поступак ).
- Колутање очима у свим правцима док седимо опуштени.

Иако се симптоми настали при раду са компјутером сматрају пролазнiм, постоје мишљења да дуготрајно фокусирање на блиске предмете може индуковати тзв. акомодациони спазам са последичним појачањем или, можда, појавом миопије. Такође, сматра се да компјутерско зрачење, које обухвата јонизујуће и нејонизујуће зрачење, није довољно да доведе до катаркте, али су мишљења различита када је у питању појава глаукома. Поједини аутори указују на већу учесталост глаукома код особа са миопијом које интензивно користе компјутер, док према другим истраживањима употреба компјутера не повећава ризик за настанак трајних промена на оку.